# 第78回アカデミー賞に関する一覧
第78回アカデミー賞に関する一覧は、第78回アカデミー賞において各部門の資格がある作品を記した一覧である。
太字は実際に候補になった作品を表す。また、それぞれの作品の並び順は英語によるアルファベット順である（歌曲賞は曲名順、外国語映画賞は国名順）。

## 通常の部門で候補資格がある作品
全311作品 参照
- ADAMS WAY
- シャークボーイ&マグマガール 3-D
- イーオン・フラックス
- エイリアンズ・オブ・ザ・ディープ
- アーロン・イン・ザ・ダーク
- 悪魔の棲む家
- ANGELS WITH ANGLES
- ボクらのママに近づくな!
- THE ARISTOCRATS
- アサルト13 要塞警察
- ASYLUM
- がんばれ!ベアーズ/ニュー・シーズン
- THE BALLAD OF JACK AND ROSE
- BALLETS RUSSES
- バットマン ビギンズ
- Be Cool/ビー・クール
- THE BEAUTIFUL COUNTRY
- ビューティー・ショップ
- きいてほしいの、あたしのこと ウィン・ディキシーのいた夏
- 綴り字のシーズン
- 奥さまは魔女
- THE BIG WHITE
- BIGGER THAN THE SKY
- BLITZ ATTACK: THE ANDREA HINES STORY
- BLUES BY THE BEACH
- ブギーマン
- プルートで朝食を
- BRIDE & PREJUDICE
- ブロークバック・マウンテン
- ブロークン・フラワーズ
- BROOKLYN LOBSTER
- ブラザーズ・グリム
- 隠された記憶
- CAPE OF GOOD HOPE
- カポーティ
- カサノバ
- 地獄の変異
- チャーリーとチョコレート工場
- 12人のパパ2
- チキン・リトル
- CHILD MARRIAGE
- ナルニア国物語/第1章:ライオンと魔女
- THE CHUMSCRUBBER
- シンデレラマン
- コーチ・カーター
- ナイロビの蜂
- コンスタンティン
- マリスコス・ビーチ
- クラッシュ
- タブロイド
- CRY WOLF
- ウェス・クレイヴン's カースド
- DALTRY CALHOUN
- ダーク・ウォーター
- Dearフランキー
- すべてはその朝始まった
- DEUCE BIGALOW: EUROPEAN GIGOLO
- 悪魔とダニエル・ジョンストン
- デビルズ・リジェクト マーダー・ライド・ショー2
- DIARY OF A MAD BLACK WOMAN
- DOMINION PREQUEL TO THE EXORCIST
- ドミノ
- 赤いアモーレ
- DOOM/ドゥーム
- DOWN TO THE BONE
- 夢駆ける馬ドリーマー
- デュークス・オブ・ハザード
- ドゥーマ
- ダスト・トゥ・グローリー
- THE DYING GAUL
- EATING OUT
- エレクトラ
- エリザベスタウン
- ナオミ・ワッツ プレイズ エリー・パーカー
- END OF THE SPEAR
- エンロン 巨大企業はいかにして崩壊したのか?
- 愛の神、エロス
- ETERNAL
- ETHAN MAO
- 僕の大事なコレクション
- エミリー・ローズ
- 幸せのポートレート
- ファンタスティック・フォー [超能力ユニット]
- FASCINATION
- 2番目のキス
- FIGHTER PILOT: OPERATION RED FLAG
- FIGHTING TOMMY RILEY
- FINDING HOME
- ファースト・ディセント
- フライトプラン
- ザ・フォッグ
- 40歳の童貞男
- フォー・ブラザーズ/狼たちの誓い
- シン・シティ
- FREEZERBURN THE MOVIE
- ディック&ジェーン/復讐は最高!
- FUNNY HA HA
- ゲット・リッチ・オア・ダイ・トライン
- グッドナイト&グッドラック
- ゴスペル
- THE GREAT RAID
- グレイテスト・ゲーム
- フーリガン
- GRIZZLY MAN
- ゲス・フー/招かれざる恋人
- GULLIVER'S TRAVEL
- GUNNER PALACE
- ラストデイズ
- フレンチなしあわせのみつけ方
- ハッピー・エンディング
- ハリー・ポッターと炎のゴブレット
- 愛より強く
- HEIGHTS
- HELLBENT
- ハービー/機械じかけのキューピッド
- ハイド・アンド・シーク/暗闇のかくれんぼ
- ヒストリー・オブ・バイオレンス
- 最後の恋のはじめ方
- 銀河ヒッチハイク・ガイド
- A HOLE IN ONE
- THE HOLY GIRL
- ビッグ・トラブル in NY
- リトル・レッド レシピ泥棒は誰だ!?
- ホステージ
- ハウス・オブ・D（原題）
- 蝋人形の館
- ハウルの動く城
- ハッスル&フロウ
- アイス・ハーヴェスト 氷の収穫
- アイス・プリンセス
- イン・ハー・シューズ
- IN MY COUNTRY
- IN THE MIX
- イノセント・ボイス 12歳の戦場
- インサイド・ディープ・スロート
- ザ・インタープリター
- イントゥ・ザ・ブルー
- アイランド
- フランキー・ワイルドの素晴らしい世界
- ジャケット
- ジェームス・ディーン/フォーエヴァー・ヤング
- ジャーヘッド
- JIMINY GLICK IN LALAWOOD
- JUNEBUG
- JUST FRIENDS
- 恋人はゴースト
- KEANE
- THE KEEPER: THE LEGEND OF OMAR KHAYYAM
- ペナルティ・パパ
- キング・コング
- キングダム・オブ・ヘブン
- KING'S RANSOM
- キス・キス バン・バン
- カンフー・ハッスル
- ラヴェンダーの咲く庭で
- ランド・オブ・ザ・デッド
- レイヤー・ケーキ
- レジェンド・オブ・ゾロ
- THE LETTER: AN AMERICAN TOWN AND THE "SOMALI INVASION"
- リバティーン
- 小さな恋のものがたり
- LOGGERHEADS
- ロンゲスト・ヤード
- みんな誰かの愛しい人
- ロード・オブ・ウォー
- ロード・オブ・ドッグタウン
- LOST
- A LOT LIKE LOVE
- ステップ!ステップ!ステップ!
- マダガスカル
- MADISON
- MAKE IT FUNKY!
- THE MAN
- チアガール VS テキサスコップ
- 皇帝ペンギン
- MARGARET CHO: ASSASSIN
- THE MATADOR
- マッチポイント
- 君とボクの虹色の世界
- メリンダとメリンダ
- SAYURI
- ミリオンズ
- MILWAUKEE, MINNESOTA
- マインドハンター
- ミラーマスク
- デンジャラス・ビューティー2
- Mr.&Mrs. スミス
- ヘンダーソン夫人の贈り物
- モンドヴィーノ
- ウエディング宣言
- MORNING RAGA
- ミュンヘン
- マーダーボール
- 理想の恋人.com
- 最低☆絶笑ムービー
- デート・ウィズ・ドリュー
- マイ・サマー・オブ・ラブ（原題）
- ミステリアス・スキン
- NAKED FAME
- ニュー・ワールド
- 美しい人
- 9 Songs
- 9日目
- スタンドアップ
- NOVEMBER
- THE OIL FACTOR
- オリバー・ツイスト
- ONE MORE ROUND
- ONE SIX RIGHT
- OR (MY TREASURE)
- THE OTHER SIDE OF THE STREET
- キャプテン・ウルフ
- THE PAINTING
- おわらない物語 アビバの場合
- パラダイス・ナウ
- パーフェクト・マン ウソからはじまる運命の恋
- くまのプーさん ザ・ムービー/はじめまして、ランピー!
- プライドと偏見
- PRIME
- PRIMO AMORE
- THE PRIZE WINNER OF DEFIANCE, OHIO
- プロデューサーズ
- PROMISE
- プルーフ・オブ・マイ・ライフ
- PROTOCOLS OF ZION
- レーシング・ストライプス
- リバウンド
- THE RECEPTION
- パニック・フライト
- RENT レント
- ザ・リング2
- THE RINGER
- RIZE ライズ
- ロボッツ
- ROCK SCHOOL
- ロール・バウンス
- RORY O'SHEA WAS HERE
- 迷い婚 -全ての迷える女性たちへ-
- サハラ/死の砂漠を脱出せよ
- SARAH SILVERMAN: JESUS IS MAGIC
- 素顔の私を見つめて…
- ソウ2
- SCHULTZE GETS THE BLUES
- ベネズエラ・サバイバル
- SEPARATE LIES
- セレニティー
- SEX SELLS: THE MAKING OF TOUCHE
- SEX, POLITICS & COCKTAILS
- SHIZA
- Shopgirl/恋の商品価値
- 旅するジーンズと16歳の夏
- スケルトン・キー
- スカイ・ハイ
- SMILE
- マスク2
- サウンド・オブ・サンダー
- イカとクジラ
- スター・ウォーズ エピソード3/シスの復讐
- ヒョンスンの放課後
- ステイ
- ステルス
- スチームボーイ
- ワイルド・レーサー2
- スーパークロス
- シリアナ
- THE TALENT GIVEN US
- THE THEORY OF EVERYTHING
- ピーター・フォークの47年目のプロポーズ
- 39 POUNDS OF LOVE
- メルキアデス・エストラーダの3度の埋葬
- 美しい夜、残酷な朝
- うつせみ
- THREE OF HEARTS: A POSTMODERN FAMILY
- サムサッカー
- ティム・バートンのコープスブライド
- トニー滝谷
- Touch The Sound/そこにある音
- トランスアメリカ
- トランスポーター2
- トリプルX/ネクスト・レベル
- トロピカル・マラディ
- 2046
- トゥー・フォー・ザ・マネー
- アンデッド
- UNDERCLASSMAN
- UNDISCOVERED
- アンフィニッシュ・ライフ
- ダニー・ザ・ドッグ
- THE UNTOLD STORY OF EMMETT LOUIS TILL
- UP AND DOWN
- ママが泣いた日
- VALIANT
- ヴェノム 毒蛇男の恐怖
- WAITING...
- ウォーク・ザ・ライン/君につづく道
- ウォレスとグルミット 野菜畑で大ピンチ!
- 宇宙戦争
- ニコラス・ケイジのウェザーマン
- ウエディング・クラッシャーズ
- THE WEDDING DATE
- 秘密のかけら
- 上海の伯爵夫人
- サイレントノイズ
- WINTER SOLSTICE
- THE WORK AND THE GLORY
- 世界最速のインディアン
- THE YEAR OF THE YAO
- 愛をつづる詩
- YOU I LOVE
- ヘレンとフランクと18人の子供たち
- ザスーラ

（より作成）

## メイクアップ賞の候補資格がある作品
全7作品 参照
- ナルニア国物語/第1章:ライオンと魔女
- シンデレラマン
- ヒストリー・オブ・バイオレンス
- リバティーン
- ヘンダーソン夫人の贈り物
- ニュー・ワールド
- スター・ウォーズ エピソード3/シスの復讐

## 歌曲賞の候補資格がある楽曲
全42楽曲 参照
- Along the River - End of the Spear
- Angels Talk - Angels with Angles
- Butterfly - きいてほしいの、あたしのこと ウィン・ディキシーのいた夏
- Can't Take It In - ナルニア国物語/第1章:ライオンと魔女
- Closer Every Day - Freezerburn: The Movie
- Dicholo - ナイロビの蜂
- Do the Hippogriff - ハリー・ポッターと炎のゴブレット
- Dreamer - 夢駆ける馬ドリーマー
- Face of Faith - 迷い婚 -全ての迷える女性たちへ
- Fight for the Children - おわらない物語 アビバの場合
- Finding Home - Finding Home
- Great Big World - リトル・レッド レシピ泥棒は誰だ!?
- Have a Little Faith - The Theory of Everything
- Hustle & Flow (It Ain't Over) - ハッスル&フロウ
- (I'd Have It All) If I Had Drew - デート・ウィズ・ドリュー
- If I Apologize - ミラーマスク
- I'll Be Near You - 綴り字のシーズン
- I'll Whip Ya Head Boy - ゲット・リッチ・オア・ダイ・トライン
- In the Deep - クラッシュ
- It Ain't Over Yet - レーシング・ストライプス
- It's Hard Out Here for a Pimp - ハッスル&フロウ
- I've Gotta See You Smile - きいてほしいの、あたしのこと ウィン・ディキシーのいた夏
- Mad Hot Ballroom - ステップ!ステップ!ステップ!
- Move Away and Shine - サムサッカー
- My Brother, My People - Blues by the Beach
- Nobody Jesus But You - おわらない物語 アビバの場合
- One Blood - フーリガン
- One Little Slip - チキン・リトル
- One Safe Place - ママが泣いた日
- Reachin' for Heaven - アイス・プリンセス
- Remains of the Day - ティム・バートンのコープスブライド
- Same in Any Language - エリザベスタウン
- Shine - ロボッツ
- Shoulder to Shoulder - くまのプーさん ザ・ムービー/はじめまして、ランピー!
- So Long and Thanks for All the Fish - 銀河ヒッチハイク・ガイド
- Taking the Inside Rail - レーシング・ストライプス
- Tell Me What You Already Did - ロボッツ
- There's Nothing Like a Show on Broadway - プロデューサーズ
- These Days - 旅するジーンズと16歳の夏
- This Is the Way - おわらない物語 アビバの場合
- Travelin' Thru - トランスアメリカ
- You're Gonna Die Soon - Sarah Silverman: Jesus Is Magic

## 音響編集賞の候補資格がある作品
全7作品 参照
- ナルニア国物語/第1章:ライオンと魔女
- ハリー・ポッターと炎のゴブレット
- キング・コング
- SAYURI
- スター・ウォーズ エピソード3/シスの復讐
- ウォーク・ザ・ライン/君につづく道
- 宇宙戦争

## 視角効果賞の候補資格がある作品
全7作品 参照
- バットマン ビギンズ
- チャーリーとチョコレート工場
- ナルニア国物語/第1章:ライオンと魔女
- ハリー・ポッターと炎のゴブレット
- キング・コング
- スター・ウォーズ エピソード3/シスの復讐
- 宇宙戦争

## 外国語映画賞の候補資格がある作品
全58ヶ国58作品 参照
| 国                       | 代表作                                        | 監督                                     |
| ------------------------ | --------------------------------------------- | ---------------------------------------- |
| アルゼンチン             | El Aura                                       | ファビアン・ビエリンスキー               |
| バングラデシュ           | Shyamol Chaya                                 | Humayun Ahmed                            |
| ベルギー                 | ある子供                                      | ジャン＝ピエール&リュック・ダルデンヌ    |
| ボリビア                 | Say Good Morning to Dad                       | フェルナンド・バルガス                   |
| ボスニア・ヘルツェゴビナ | Totally Personal                              | Nedžad Begović                           |
| ブラジル                 | フランシスコの2人の息子                       | ブルーノ・シルヴェイラ                   |
| ブルガリア               | Stolen Eyes                                   | ラドスラフ・スパッソフ                   |
| カナダ                   | C.R.A.Z.Y.                                    | ジャン＝マルク・ヴァレ                   |
| チリ                     | プレイ                                        | アリシア・シェルソン                     |
| 中国                     | PROMISE                                       | チェン・カイコー                         |
| コロンビア               | La Sombra del Caminante                       | Ciro Guerra                              |
| コスタリカ               | Caribe                                        | エステバン・ラミレス                     |
| クロアチア               | A Wonderful Night in Split                    | Arsen Anton Ostojić                      |
| キューバ                 | Viva Cuba                                     | フアン・カルロス・クレマタ・マルベルティ |
| チェコ共和国             | Stestí (幸せ)                                 | ボフダン・スラーマ                       |
| デンマーク               | Adam's Apples                                 | アナス・トーマス・イェンセン             |
| エストニア               | Shop of Dreams                                | Peeter Urbla                             |
| フィジー                 | The Land Has Eyes                             | Vilsoni Hereniko                         |
| フィンランド             | Mother of Mine                                | クラウス・ハロ                           |
| フランス                 | 戦場のアリア                                  | クリスチャン・カリオン                   |
| グルジア                 | Tbilisi-Tbilisi                               | Levan Zakareishvili                      |
| ドイツ                   | 白バラの祈り ゾフィー・ショル、最期の日々     | マルク・ローテムント                     |
| 香港                     | ウィンター・ソング                            | ピーター・チャン                         |
| ハンガリー               | Fateless                                      | ラホス・コルタイ                         |
| アイスランド             | Ahead of Time                                 | Ágúst Guðmundsson                        |
| インド                   | Paheli                                        | Amol Palekar                             |
| インドネシア             | GIE                                           | リリ・リザ                               |
| イラン                   | こんなに近く、こんなに遠く                    | レザ・ミルキャリミ                       |
| イラク                   | Requiem of Snow                               | Jamil Rostami                            |
| イスラエル               | What a Wonderful Place                        | エイアル・ハルフォン                     |
| イタリア                 | 心の中の獣                                    | クリスチナ・コメンチーニ                 |
| 日本                     | 血と骨                                        | 崔洋一                                   |
| 韓国                     | トンマッコルへようこそ                        | パク・クァンヒョン                       |
| ルクセンブルク           | Renart the Fox                                | Thierry Schiel                           |
| メキシコ                 | Al Otro Lado                                  | グスタフ・ロサ                           |
| モンゴル                 | 天空の草原のナンサ                            | ビャンバスレン・ダヴァー                 |
| オランダ                 | Bluebird                                      | Mijke de Jong                            |
| ノルウェー               | Kissed by Winter                              | サラ・ヨンセン                           |
| パレスチナ               | パラダイス・ナウ                              | ハニ・アブ＝アサド                       |
| ペルー                   | Días de Santiago                              | ホスエ・メンデス                         |
| ポーランド               | The Collector                                 | フェリクス・ファルク                     |
| ポルトガル               | Noite Escura                                  | ジョアン・カニージョ                     |
| プエルトリコ             | Cayo                                          | Vicente Juarbe                           |
| ルーマニア               | The Death of Mr. Lazarescu (ラザレスク氏の死) | Cristi Puiu                              |
| ロシア                   | この道は母へとつづく                          | アンドレイ・クラフチュク                 |
| セルビア・モンテネグロ   | Midwinter Night's Dream                       | ゴラン・バスカリェーヴィチ               |
| シンガポール             | 一緒にいて                                    | エリック・クー                           |
| スロバキア共和国         | The City of the Sun                           | マルティン・シュリーク                   |
| スロベニア               | The Ruins                                     | Janez Burger                             |
| 南アフリカ               | ツォツィ                                      | ギャヴィン・フッド                       |
| スペイン                 | Obaba                                         | モンチョ・アルメンダリス                 |
| スウェーデン             | Zozo                                          | Josef Fares                              |
| スイス                   | 永久の愛 (仮題)                               | グレッグ・ズグリンスキ                   |
| 台湾                     | 西瓜                                          | ツァイ・ミンリャン                       |
| タジキスタン             | セックスと哲学                                | モフセン・マフマルバフ                   |
| タイ                     | The Tin Mine                                  | ジラ・マリクン                           |
| トルコ                   | Lovelorn                                      | Yavuz Turgul                             |
| ベトナム                 | Buffalo Boy                                   | Nguyen Vo Nghiem Mihn                    |

内、コスタリカ、フィジー、イラクは同部門への初出品となっている。
ギリシャ、ネパール、ウルグアイ、ベネズエラの4ヶ国からも出品がなされていたが、これらは規定により候補資格が得られなかった。

## 長編アニメ映画賞の候補資格がある作品
全10作品 参照
- チキン・リトル
- Gulliver's Travel
- リトル・レッド レシピ泥棒は誰だ!?
- ハウルの動く城
- マダガスカル
- ロボッツ
- スチームボーイ
- ティム・バートンのコープスブライド
- Valiant
- ウォレスとグルミット 野菜畑で大ピンチ!

## 長編ドキュメンタリー映画賞の候補資格がある作品
全15作品 参照
- After Innocence
- The Boys of Baraka
- ダーウィンの悪夢
- 悪魔とダニエル・ジョンストン
- エンロン 巨大企業はいかにして崩壊したのか?
- Favela Rising
- ステップ!ステップ!ステップ!
- 皇帝ペンギン
- マーダーボール
- Occupation: Dreamland
- On Native Soil: The Documentary of the 9/11 Commission Report
- RIZE ライズ
- Street Fight
- 39 Pounds of Love
- Unknown White Male

## 短編ドキュメンタリー映画賞の候補資格がある作品
全8作品 参照
- Abused
- The Death of Kevin Carter: Casualty of the Bang Bang Club
- Dimmer
- God Sleeps in Rwanda
- Mr. Mergler's Gift
- マッシュルーム・クラブ
- A Note of Triumph: The Golden Age of Norman Corwin
- Positively Naked